# Asociación Obrera Textil

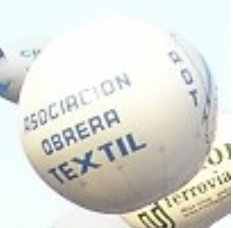

La Asociación Obrera Textil de la República Argentina (AOT) es el sindicato que agrupa a los obreros de la industria textil en la República Argentina. La AOT ha sido tradicionalmente uno de los sindicatos grandes del sindicalismo argentino, también llamados localmente "gordos". A sus filas pertenecieron Andrés Framini y Juan Carlos Laholaberry, quienes se desempeñaron como secretarios generales.
La AOT fue creada el 27 de octubre de 1945, dentro de la Confederación General del Trabajo (CGT). En ese momento existía otro sindicato que agrupaba también a los trabajadores textiles, la Federación Obrera Textil (UOT), dirigido por socialistas y comunistas. Antes de finalizar la década de 1940, la UOT se disolvió y sus miembros decidieron afiliarse a la AOT.
Cuenta con una obra social, OSPIT (Obra Social del Personal de la Industria Textil) y un periódico llamado El Textil. Está afiliada a la Federación Internacional de Trabajadores del Textil, Vestuario y Cuero (FITTVC).
En 2008 su secretario general es Jorge Lobais.